# Sistema operatiu encastat

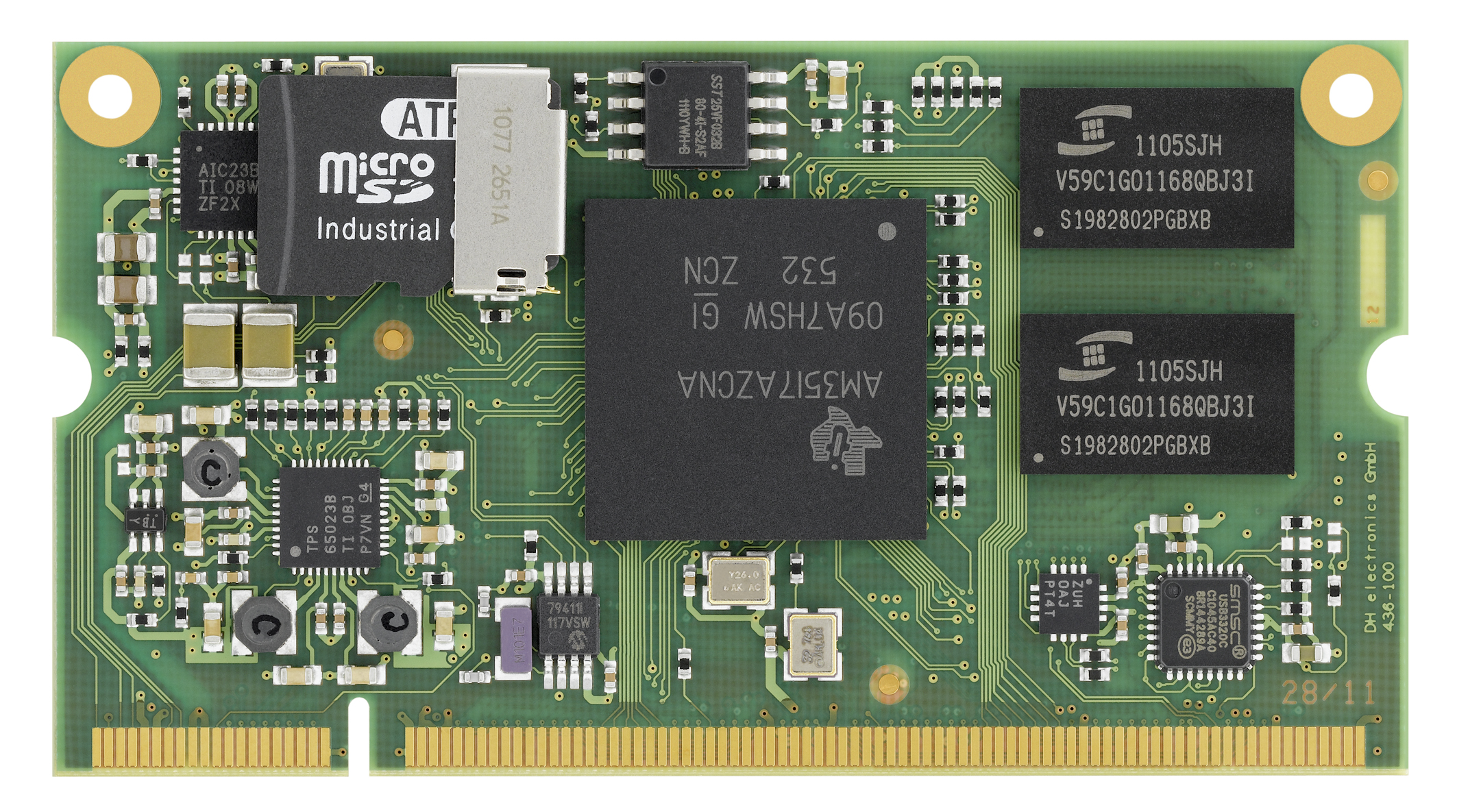
Un sistema integrat en una targeta endollable, que inclou un processador, memòria, font d'alimentació i diverses interfícies externes.

Un sistema operatiu encastat (EOS) és un sistema operatiu dissenyat específicament per a sistemes informàtics encastats. Aquests sistemes tenen com a objectiu millorar la funcionalitat i la fiabilitat per dur a terme tasques dedicades. Quan el mètode multitasca emprat permet l'execució oportuna de les tasques, aquest sistema operatiu pot qualificar-se com a sistema operatiu en temps real (RTOS).

## Visió general
Els sistemes operatius integrats són integrals a l'electrònica de consum, com ara càmeres i telèfons mòbils. A més, alimenten l'electrònica de l'automoció, ajudant en funcions com el control de creuer i la navegació. A més, són essencials per a la infraestructura d'automatització de fàbriques. Les aplicacions quotidianes d'EOS inclouen dispositius d'automatització d'oficina com ara escàners d'imatges, fotocopiadores i punts d'accés sense fil. Els sistemes d'automatització de la llar, inclosos els sistemes de seguretat, també depenen d'EOS.

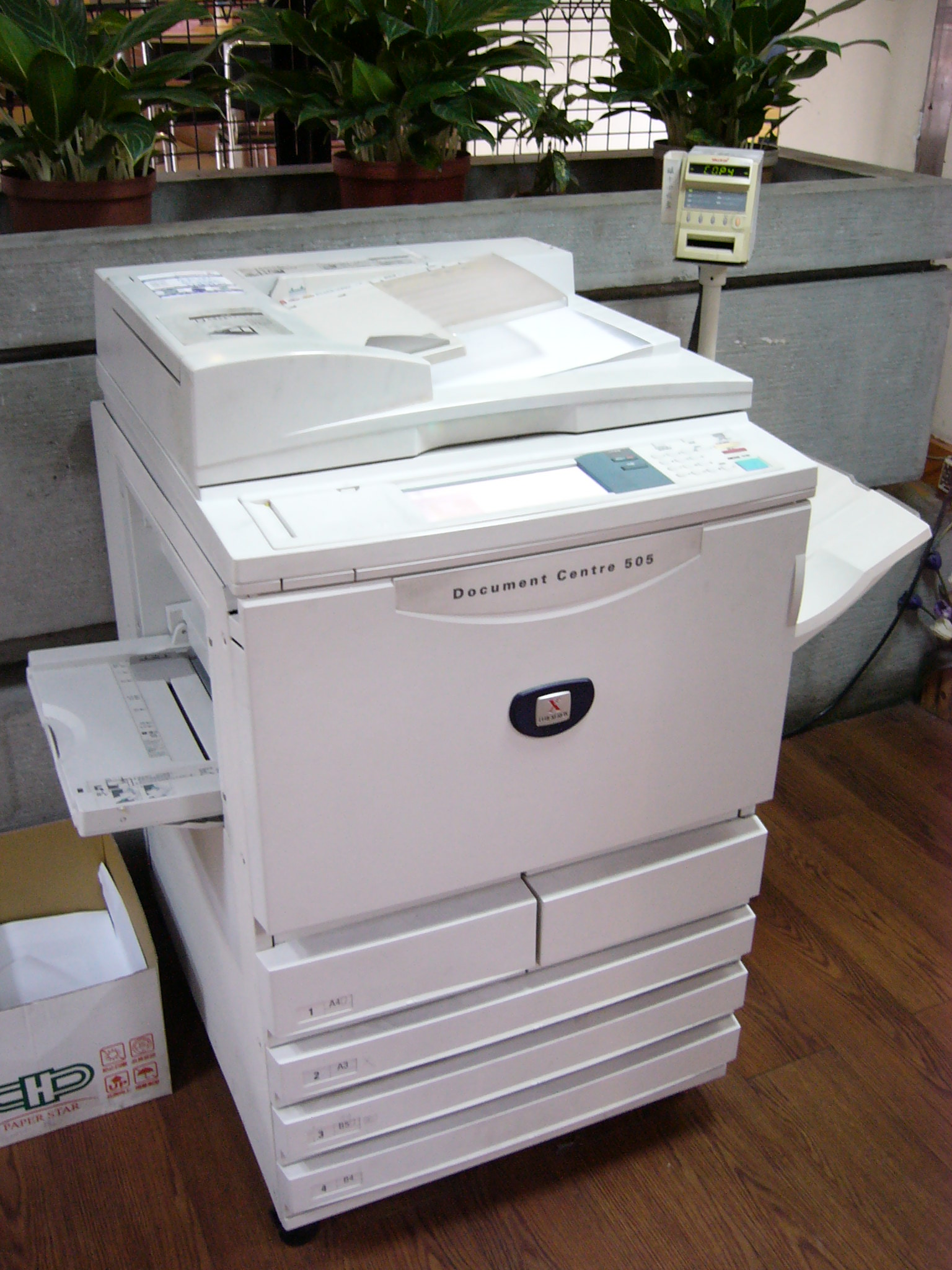
Una fotocopiadora digital Xerox Document Centre 505 del 2010

## Disseny
Els sistemes integrats comprenen un processador i el programari corresponent. El programari integrat requereix emmagatzematge per a executables i processament temporal de dades durant l'execució. Els sistemes integrats solen utilitzar ROM i RAM com a components de memòria principal. Per a la funcionalitat, els sistemes integrats necessiten interfícies d'entrada i sortida. Les configuracions de maquinari integrat sovint són úniques i varien segons l'aplicació. Donades les limitacions de recursos del maquinari dels sistemes integrats, els sistemes operatius es dissenyen amb un abast estret, adaptat a aplicacions específiques per garantir un funcionament òptim dins de les restriccions del maquinari. L'elecció del sistema operatiu integrat, que organitza i controla el maquinari, sovint dicta els components de maquinari integrat addicionals necessaris.
Els desenvolupadors de programari poden escriure codi essencial en llenguatge assemblador per aprofitar tota la potència de processament de la unitat central de processament (CPU). El llenguatge assemblador, en ser eficient per a la màquina, pot millorar la velocitat en sistemes deterministes però pot reduir la portabilitat i la mantenibilitat. Sovint, els sistemes operatius encastats es codifiquen en llenguatges de programació portables com ara C.

## Història

### Sistemes operatius encastats primerencs
El concepte d'un nucli multitasca en temps real va sorgir a finals dels anys setanta. Durant els anys vuitanta, a mesura que les aplicacions de sistemes integrats van augmentar en complexitat, els sistemes operatius amb nuclis multitasca en temps real van tenir dificultats per satisfer les demandes canviants del desenvolupament integrat. Això va conduir a l'evolució del nucli multitasca en temps real cap a un sistema operatiu complet ( RTOS ), que abasta les capacitats de xarxa, gestió de fitxers, desenvolupament i depuració.
Avui dia, els RTOS constitueixen una indústria global. El 1981, Ready System va desenvolupar VRTX32, el primer nucli en temps real integrat comercial del món. El 1993, després d'una fusió, Ready System i Microtec Research de Silicon Valley van desenvolupar dos nous nuclis RTOS, VRTX32 i VRTXsa, basats en VRTXmc. Simultàniament, es va introduir l'entorn de desenvolupament integrat VRTX, Spectra.
El 1996, Microsoft va llançar el seu sistema operatiu integrat, WinCE, que admetia diverses arquitectures de processador, com ara x86, ARM, SH4 i MIPS. WinCE ha quedat obsolet des de llavors, i el suport general va acabar el 2018.

### Sistemes operatius integrats moderns
En el panorama actual de l'internet de les coses (IoT), els dispositius integrats són omnipresents, i només els cotxes utilitzen centenars de sensors. Els sistemes IoT, a diferència dels sistemes integrats tradicionals, requereixen un menor consum d'energia, una major seguretat i fiabilitat i la capacitat de xarxes ad hoc.. La capa de comunicació ha de facilitar la conversió entre diversos protocols, mentre que la capa d'aplicació ha de permetre les capacitats de computació en núvol a través d'Internet.

### Sistemes operatius integrats contemporanis
Com a resultat, diversos sistemes operatius encastats nous han guanyat popularitat, com ara les variants de Linux encastat (OpenWrt, Zeroshell, Android, LineageOS, LEDE, LibreCMC), OpenHarmony, Oniro OS, HarmonyOS, NetBSD, PX5 RTOS, ThreadX, FreeRTOS, SEGGER embOS, Tock, entre d'altres.

## Projectes basats en Linux
S'han desenvolupat nombrosos projectes, conjunts d'eines i marcs de treball basats en Linux per crear sistemes operatius que funcionen en una varietat de sistemes encastats. Exemples destacats d'aquests inclouen OpenEmbedded, BusyBox, uClibc, musl libc i Buildroot.